# Maximilian (Kraiburg am Inn)
Maximilian (vormals auch Niederkraiburg) ist ein Ortsteil und eine Gemarkung der Gemeinde Kraiburg am Inn im oberbayerischen Landkreis Mühldorf am Inn.

## Geschichte
Namensgebend für das Kirchdorf ist die Kirche St. Maximilian. Die erste Kirche wurde im 15. Jahrhundert im Stil der Spätgotik errichtet. Laut einer Jahreszahl am Chorbogen wurde sie dann im Jahr 1724 barock überformt.
1818 entstand durch das bayerische Gemeindeedikt die Gemeinde Maximilian. Die Gemeinde kam am 1. Februar 1935 zu Kraiburg am Inn.

## Naturdenkmäler
Auf dem Gebiet von Maximilian wurden zwei Naturdenkmäler ausgewiesen: ein bewaldeter „Steilhang mit Frühlingsknotenblumenbestand“ südwestlich des Orts (ND-01473) und eine Winterlinde bei Berg (ND-01451). Die „Kifinger-Linde“ gilt als „der älteste Baum im Landkreis Mühldorf“.